# Referendum niepodległościowe w Słowenii w 1990 roku
Referendum niepodległościowe w Słowenii w 1990 roku – referendum przeprowadzone 23 grudnia 1990.
Głosujący zostali zapytani: 

Czy Republika Słowenii powinna zostać niepodległym i suwerennym państwem?
słoweń.  Ali naj Republika Slovenija postane samostojna in neodvisna država?

Słoweński parlament ustalił próg ważności referendum na 50% głosów + 1 (większość bezwzględna).

## Wyniki
26 grudnia wyniki referendum zostały oficjalnie ogłoszone przez France Bučara – przewodniczącego parlamentu. W referendum 88,5% uprawnionych do głosowania (z 94,8% głosujących) opowiedziało się za niepodległością, 4% było przeciwnych, 0,9% stanowiło głosy nieważne, 0,1% wyborców zwróciło niewykorzystane karty do głosowania. 6,5% wyborców nie wzięło udziału w głosowaniu.
| Wyniki                               | Wyniki        | Wyniki |
| Wybór                                | Liczba głosów | %      |
| ------------------------------------ | ------------- | ------ |
| Tak                                  | 1 289 369     | 88,50  |
| Nie                                  | 57 800        | 4,00   |
| Głosy ważne                          | 1 347 169     | 98,93  |
| Głosy nieważne                       | 14 569        | 1,07   |
| Razem                                | 1 361 738     | 100    |
| Zarejestrowani wyborcy/frekwencja    | 1 457 020     | 90,83  |
| Źródło: Słoweński Urząd Statystyczny |               |        |

42 274 osoby nie mogły oddać głosu z powodu pracy poza granicami, odbywania służby wojskowej lub bycia powołanym na ćwiczenia wojskowe. Osoby te nie zostały uwzględnione przy obliczaniu wyników. Całkowita liczba uprawnionych do głosowania wynosiła 1 499 294 osób.

## Następstwa
Ogłoszenie wyników referendum zobligowało władze do ogłoszenia deklaracji niepodległości państwa w przeciągu sześciu miesięcy. 25 czerwca 1991 proklamowano Podstawową Kartę Konstytucyjną o Suwerenności i Niepodległości Republiki Słowenii, następnego dnia ogłoszono niepodległość co doprowadziło do wybuchu wojny dziesięciodniowej.